# Lijst van onderzeeboten bij de Koninklijke Marine
Hieronder volgt een lijst van alle onderzeeboten die bij de Koninklijke Marine in dienst zijn, of zijn geweest.

## Onderzeeboten gebouwd tot 1940 voor Nederlandse wateren

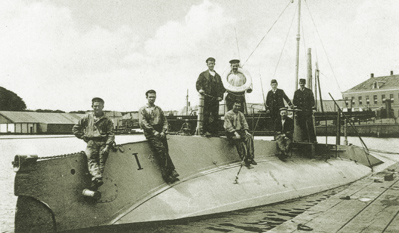
Hr.Ms. O 1 in 1906

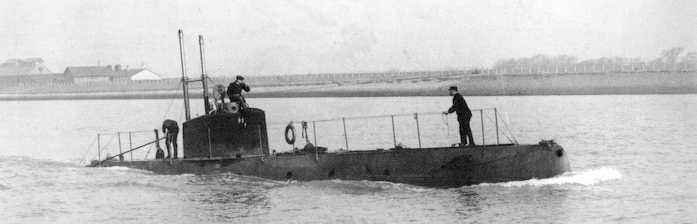
Hr.Ms. O 3 in 1912 tijdens een testvaart

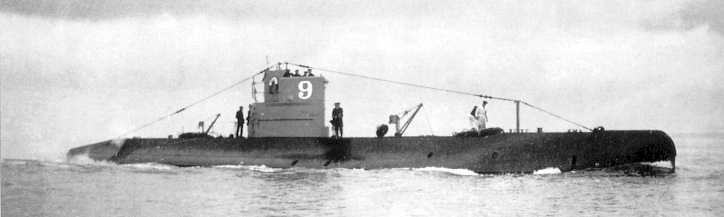
Hr.Ms. O 9

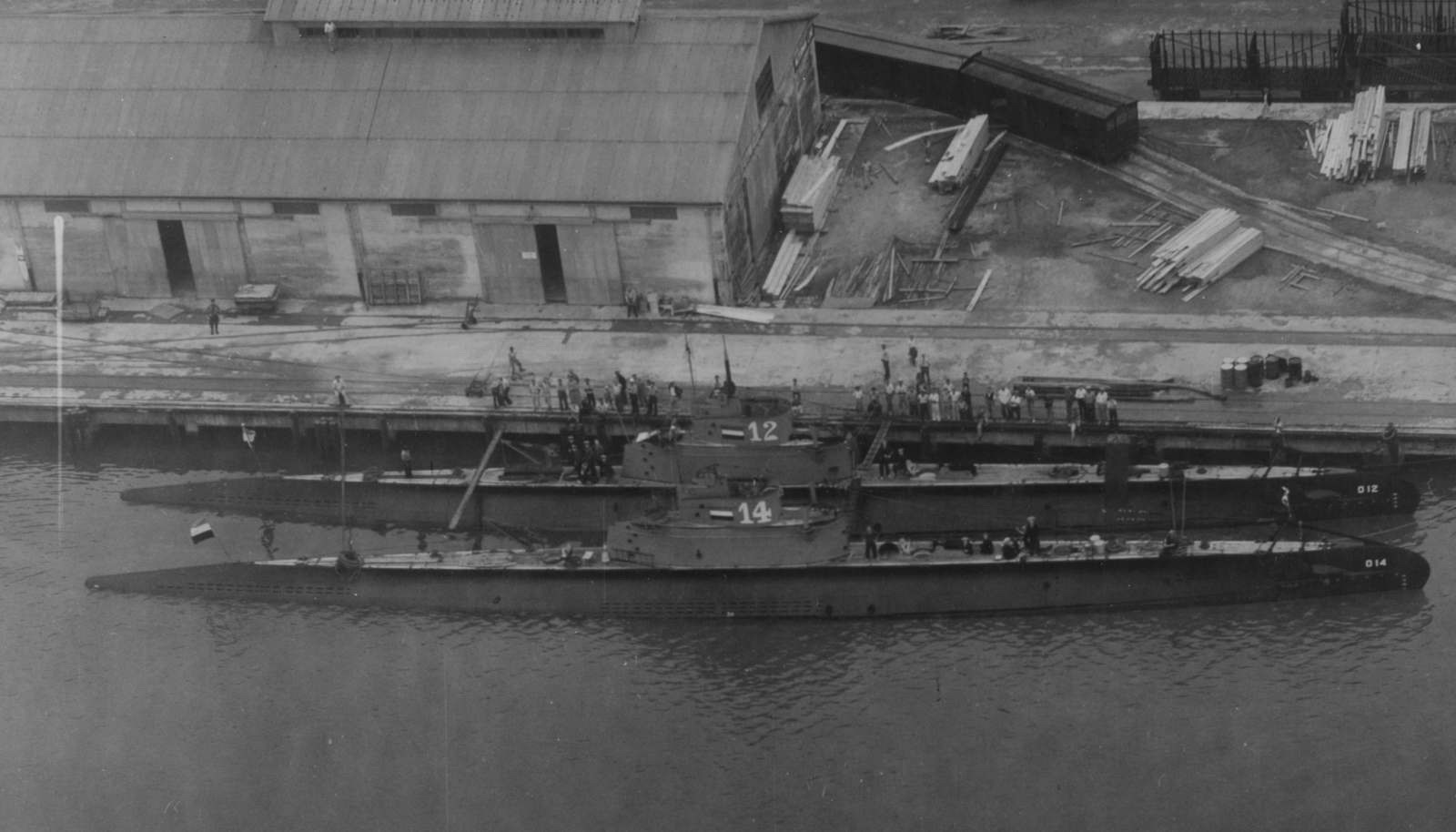
Hr.Ms. O 12 en Hr.Ms. O 14 in de haven van San Juan, Puerto Rico in 1937

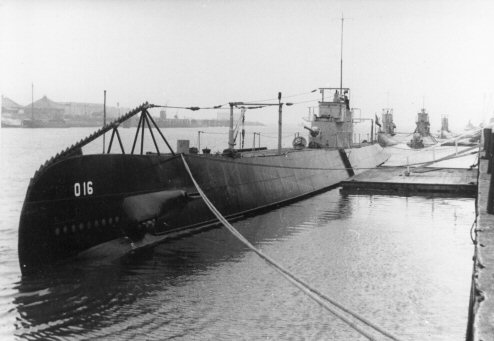
Hr.Ms. O 16

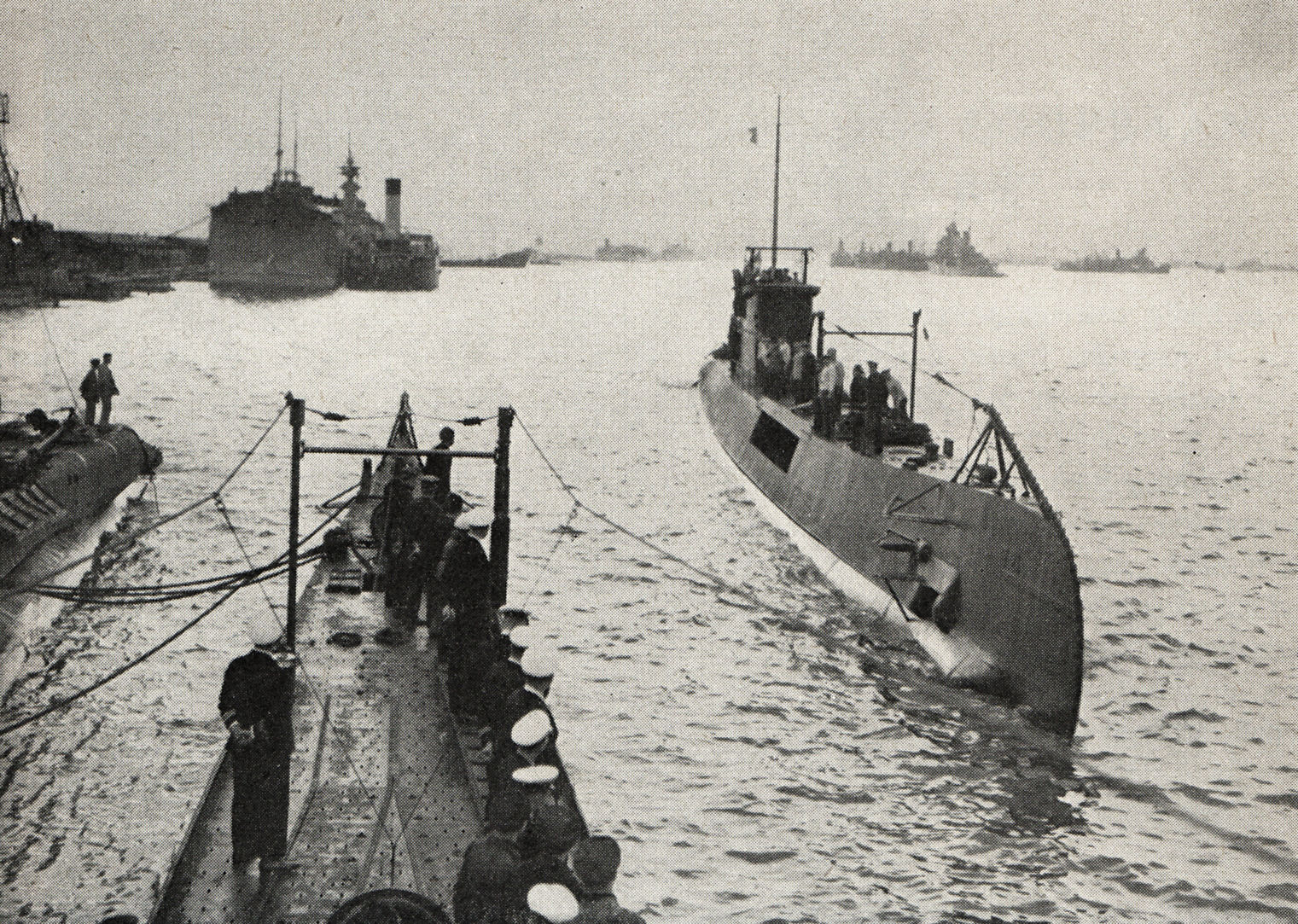
Hr.Ms. O 21 vaart de haven van Gibraltar binnen na een succesvolle missie

### O 1-klasse
- Hr.Ms. O 1 (1906-1920)

### O 2-klasse
- Hr.Ms. O 2 (1911-1930)
- Hr.Ms. O 3 (1913-1932)
- Hr.Ms. O 4 (1914-1935)
- Hr.Ms. O 5 (1914-1935)

### O 6-klasse
- Hr.Ms. O 6 (1916-1936)

### O 7-klasse
- Hr.Ms. O 7 (1916-1939)

### M 1-klasse
- Hr.Ms. M 1 (1917-1931)

### O 8-klasse
- Hr.Ms. O 8 (1917-1940)

### O 9-klasse
- Hr.Ms. O 9 (1926-1946)
- Hr.Ms. O 10 (1926-1946)
- Hr.Ms. O 11 (1926-1940/1946)

### O 12-klasse
- Hr.Ms. O 12 (1931-1940)
- Hr.Ms. O 13 (1931-1940)
- Hr.Ms. O 14 (1932-1943)
- Hr.Ms. O 15 (1932-1946)

### O 16-klasse
- Hr.Ms. O 16 (1936-1941)

### O 19-klasse
- Hr.Ms. O 19 (1939-1945)
- Hr.Ms. O 20 (1939-1941)

### O 21-klasse
- Hr.Ms. O 21 (1940-1957)
- Hr.Ms. O 22 (1940-1940)
- Hr.Ms. O 23 (1940-1948)
- Hr.Ms. O 24 (1940-1955)
- O 25 (Niet in Nederlandse dienst)
- O 26 (Niet in Nederlandse dienst)
- Hr.Ms. O 27 (1945-1959)

## Onderzeeboten gebouwd tot 1940 voor de Koloniën

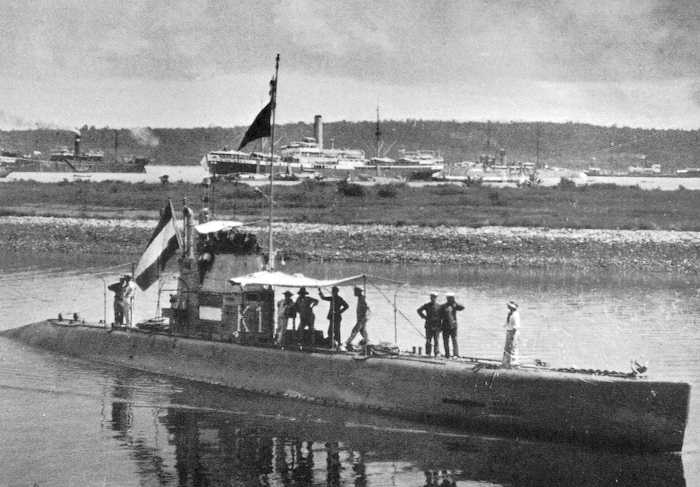
Hr.Ms. K I in Soerabaja, 1916

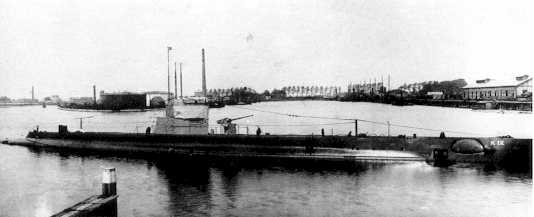
Hr.Ms. K IX in 1925

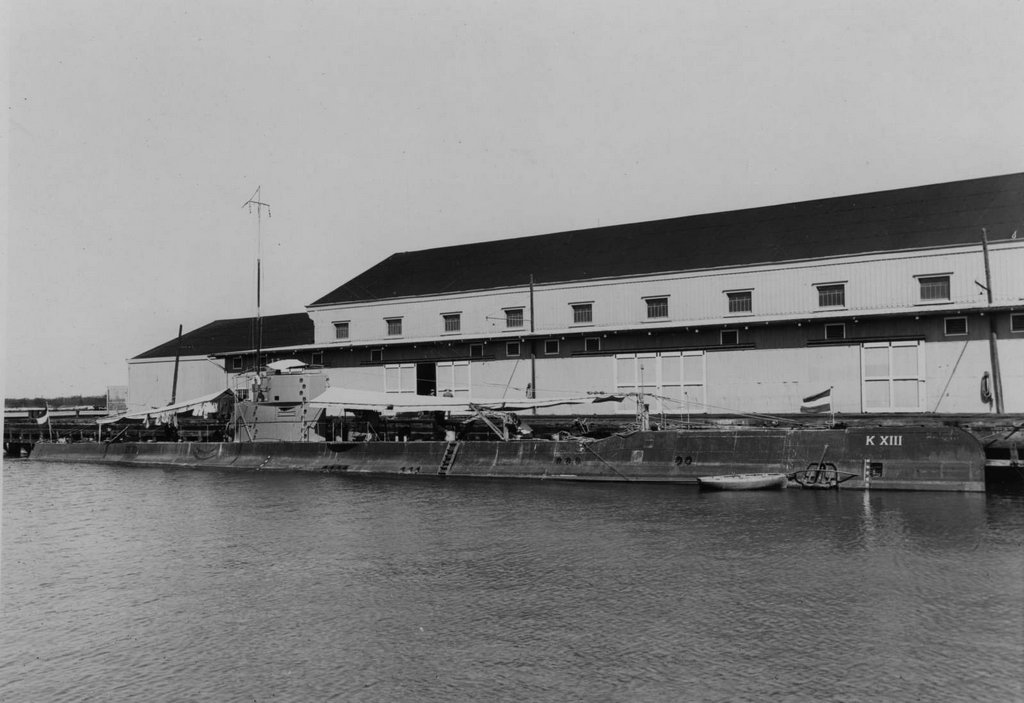
Hr.Ms. K XIII in de haven van Honolulu
(20 september 1926)

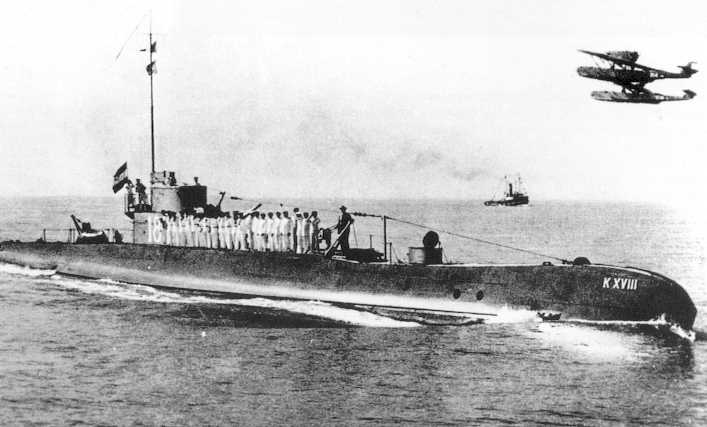
Hr.Ms. K XVIII arriveert in Soerabaja
(11 juli 1935)

### K I-klasse
- Hr.Ms. K I (1914-1928)

### K II-klasse
- Hr.Ms. K II (1922-1935)

### K III-klasse
- Hr.Ms. K III (1920-1934)
- Hr.Ms. K IV (1921-1936)

### K V-klasse
- Hr.Ms. K V (1920-1937)
- Hr.Ms. K VI (1921-1937)
- Hr.Ms. K VII (1921-1942)

### K VIII-klasse
- Hr.Ms. K VIII (1922-1942)
- Hr.Ms. K IX (1923-1942)
- Hr.Ms. K X (1923-1942)

### K XI-klasse
- Hr.Ms. K XI (1925-1945)
- Hr.Ms. K XII (1925-1944)
- Hr.Ms. K XIII (1926-1944)

### K XIV-klasse
- Hr.Ms. K XIV (1933-1946)
- Hr.Ms. K XV (1933-1946)
- Hr.Ms. K XVI (1934-1941)
- Hr.Ms. K XVII (1933-1941)
- Hr.Ms. K XVIII (1934-1945)

## Onderzeeboten gebouwd na 1940

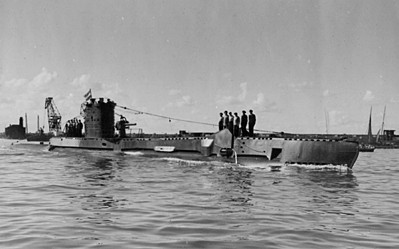
Hr.Ms. Dolfijn
bron: Koninklijke Marine

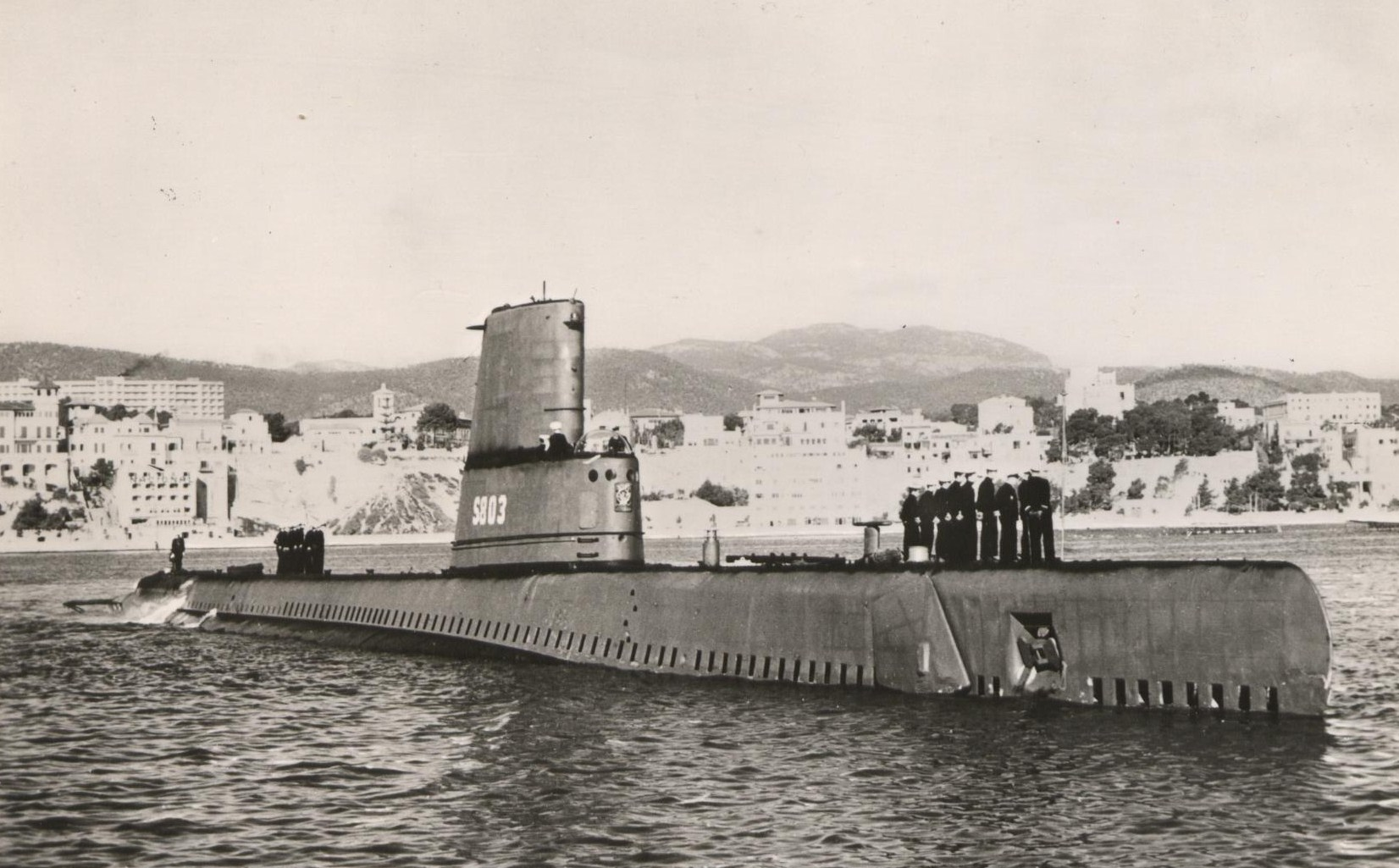
Hr.Ms. Zeeleeuw S803 te Palma Majorca

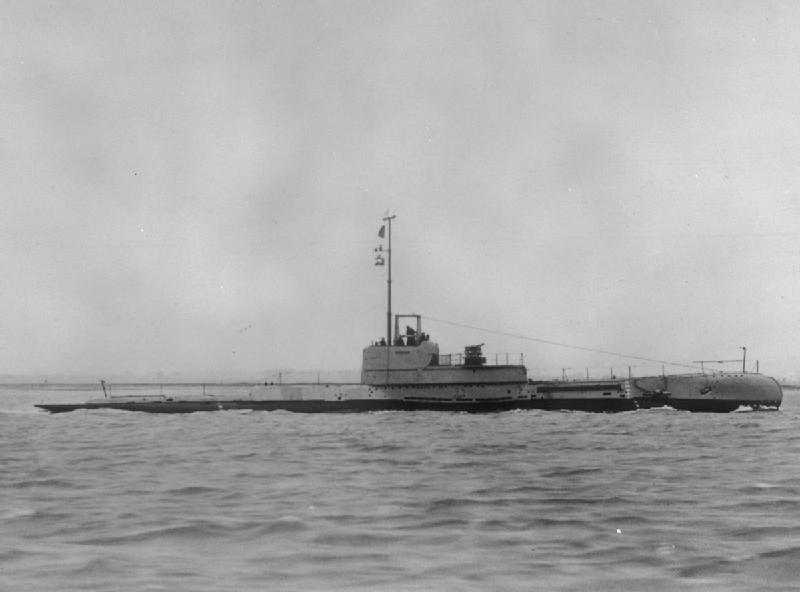
Hr.Ms. Zeehond als HMS Sturgeon

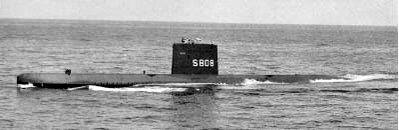
Hr.Ms. Dolfijn
bron: Koninklijke Marine

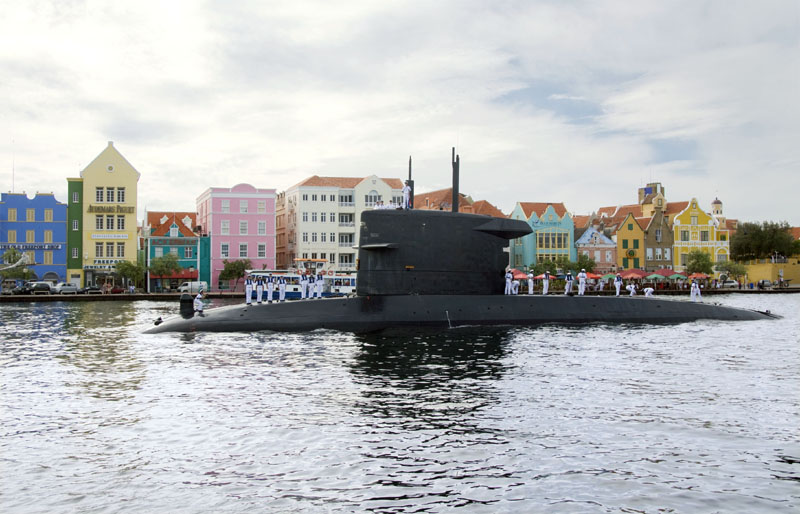
Hr.Ms. Walrus arriveert op Curaçao
bron: Koninklijke Marine

### U-klasse
- Hr.Ms. Dolfijn (P47) (1942-1946)

### S-klasse
- Hr.Ms. Zeehond (N73) (1943-1945)

### Zwaardvisklasse(I)
- Hr.Ms. Zwaardvisch (S814) (1943-1962)
- Hr.Ms. Tijgerhaai (S812) (1945-1965)
- Hr.Ms. Dolfijn (S 811) (1948-1953)
- Hr.Ms. Zeehond (S813) (1948-1953)

### Walrusklasse(I)
- Hr.Ms. Walrus (S802) (1953-1971)
- Hr.Ms. Zeeleeuw (S803) (1953-1969)

### Dolfijnklasse
- Hr.Ms. Dolfijn (S808) (1960-1982)
- Hr.Ms. Zeehond (S809) (1961-1990)

### Potvisklasse
- Hr.Ms. Potvis (S804) (1965-1992)
- Hr.Ms. Tonijn (S805) (1966-1991)

### Zwaardvisklasse(II)
- Hr.Ms. Zwaardvis (S806) (1972-1994)
- Hr.Ms. Tijgerhaai (S807) (1972-1995)

### Walrusklasse(II)
- Zr.Ms. Walrus (S802) (1992-2023)
- Zr.Ms. Zeeleeuw (S803) (1990-heden)
- Zr.Ms. Dolfijn (S808) (1993-heden)
- Zr.Ms. Bruinvis (S810) (1994-heden)